# 映画音楽はすばらしい!
『映画音楽はすばらしい!』（えいがおんがくはすばらしい!）は、2020年10月から、NHK BSプレミアムとNHK BS4Kで放送されている、音楽特別番組。MCは安田顕と杉浦友紀。

## 概要
映画の数々のメロディーなどの映画音楽を、名シーンと共に、歌手の歌声とオーケストラの生演奏で放送する「フィルム・コンサート」を放送する。

## 放送リスト
- MC - 安田顕（TEAM NACS）、廣瀬智美（～第4回）→杉浦友紀（第5回）→廣瀬智美（第6回）→林田理沙（第7回）（NHKアナウンサー）

### 第1回
2020年10月10日の21:00 - 22:59にNHK BSプレミアムで放送された。
- 出演 - 薬師丸ひろ子（スペシャルゲスト）、石丸幹二、井上芳雄、小池徹平、平原綾香、城田優、濱田めぐみ、昆夏美、島津亜矢、森崎ウィン、サラ・オレイン、LE VELVETS
- 演奏 - 東京フィルハーモニー交響楽団
- 指揮 - 藤野浩一
- ピアノ - 小原孝

### 第2回
2021年4月3日の21:00 - 22:30にNHK BSプレミアムとNHK BS4Kで同時放送された。また、BS4Kでは3月24日の23:15-24:45に先行放送を行った。また、10月30日の16:53 - 18:00には再編集したものがNHK総合テレビで放送された。
- 出演 - 生田絵梨花、井上芳雄、小南満佑子、クリス・ハート、城田優、平野綾、平原綾香、山本耕史
- 演奏 - 東京フィルハーモニー交響楽団
- 指揮 - 藤野浩一
- ピアノ - 小原孝

### 第3回
2021年12月27日の21:00 - 22:29にNHK BSプレミアムとNHK BS4Kで同時放送された。
- 出演 - 井上芳雄、海宝直人、昆夏美、中川晃教、濱田めぐみ、平野綾、森崎ウィン
- 演奏 - 東京フィルハーモニー交響楽団
- 指揮 - 藤野浩一
- ドラム - 則竹裕之
- ベース- 川崎哲平
- ギター - 黒田晃年
- ピアノ - 大嵜慶子、塩谷哲（10,11,14）
- シンセサイザー - 佐藤雄大
- コーラス - 高尾直樹、鈴木佐江子、KAZCO、DAISUKE、稲泉りん
- ベース - 井上陽介（10,11）
- バイオリン - マレー飛鳥（10,11）
- サックス - 庵原良司（2,9,19）、萱生昌樹（19）、寺地美穂（19） 、竹野昌邦（19）
- トランペット - ルイス・バジェ（16）
- マンドリン - 堀雅貴（16）
- ※（）はセットリストの番号に対応。

### 第4回
2022年3月27日の2:00 - 3:30にNHK BS4Kで先行放送され、2022年5月14日の21:00 - 22:30にBSプレミアムで放送された。
- 出演 - 彩吹真央、生田絵梨花、ウエンツ瑛士、久保史緒里、クリス・ハート、GLIM SPANKY、平原綾香、宮澤エマ、山本耕史
- 演奏 - 新日本フィルハーモニー交響楽団
- ドラム - 則竹裕之
- ピアノ - 青柳誠、小原孝（15）
- ギター - 伊平友樹
- ベース - 川村竜
- シンセサイザー - 大迫杏子
- コーラス - 高尾直樹、鈴木佐江子、KAZCO、大山桂佑
- トランペット - ルイス・バジェ（9）
- 振付 - 玉野和紀（2,5）
- 指揮 - 藤野浩一
- ※（）はセットリストの番号に対応。

### 第5回
2022年12月24日の19:30 - 20:59にBSプレミアムとBS4Kで同時放送される。
- 出演 - 井上芳雄、SHE'S、小南満佑子、清水美依紗、中川晃教、ハンバート ハンバート、平野綾　平原綾香、森崎ウィン
- 音楽監督・指揮 - 藤野浩一
- 演奏 - 新⽇本フィルハーモニー交響楽団
- ドラム - 則竹裕之
- ベース - 川崎哲平
- ギター - 伊平友樹、佐々木“コジロー”貴之、猪居亜美（12）
- ピアノ - 紺野紗衣、村松崇継（04、 14 、15）
- シンセサイザー - 大迫杏子
- コーラス - 高尾直樹、鈴木佐江子、MARU、Chica
- サックス - 雲井雅人（14)
- ※（）はセットリストの番号に対応。

### 第6回
2024年1月3日の21:00 - 22:29にBSプレミアム4K、1月13日の20:30 - 21:59にNHK BSで放送される。
- 出演 - 伊礼彼方、小南満佑子、清水美依紗、城田優、鈴木瑛美子、中川晃教、平原綾香、森崎ウィン、屋比久知奈、古澤巖、村松崇継
- 音楽監督・指揮 - 藤野浩一
- 演奏 - 新日本フィルハーモニー交響楽団
- ドラム - スコット・レイサム
- ベース - クリス・シルバースタイン
- ギター - 古川昌義
- ピアノ - 大嵜慶子
- シンセサイザー - 大迫杏子
- コーラス - 高尾直樹　鈴木佐江子　田中雪子　DAISUKE
- サックス - つづらのあつし（01、12)
- ペダル・スチール・ギター - 高田漣（05)
- トランペット - エリック・ミヤシロ（17）
- トロンボーン - 村田陽一（17）
- コーラス - 洗足学園音楽大学（20）
- 振付 - 玉野和紀（12、18）
- コーラス指導 - 結城賢吾(20)
- 英語歌唱指導 - 飯嶋ももこ
- ※（）はセットリストの番号に対応。 セットリスト

1. 『ゴーストバスターズ』から「GHOSTBUSTERS」／インストゥルメンタル
2. 『RENT／レント』から「SEASONS OF LOVE」　　　／伊礼彼方　小南満佑子　清水美依紗　城田優　平原綾香
3. 『レザボア・ドッグス』から「LITTLE GREEN BAG」／中川晃教
4. 『ティファニーで朝食を』から「MOON RIVER」／インストゥルメンタル
5. 『ロケットマン』から「ROCKET MAN」／森崎ウィン
6. 『ロビン・フッド』から「（EVERYTHING I DO） I DO IT FOR YOU」／城田優
7. 『アラビアのロレンス』から「LAWRENCE OF ARABIA」／インストゥルメンタル
8. 『リトル・マーメイド』から「UNDER THE SEA」／伊礼彼方
9. 『リトル・マーメイド』から「PART OF YOUR WORLD」／鈴木瑛美子
10. 『モアナと伝説の海』から「HOW FAR I’LL GO」／屋比久知奈
11. 『ライムライト』から「TERRY’S THEME（ETERNALLY）」／古澤巖(バイオリン)
12. 『ダーティ・ダンシング』から「（I’VE HAD） THE TIME OF MY LIFE」／伊礼彼方　平原綾香
13. 『ＳＩＮＧ シング』から「DON’T YOU WORRY ‘BOUT A THING」／清水美依紗
14. 『ポカホンタス』から「COLORS OF THE WIND」／屋比久知奈
15. 『プリンセスと魔法のキス』から「ALMOST THERE」／小南満佑子
16. 『リメンバー・ミー』から「REMEMBER ME」／城田優
17. 『インディ・ジョーンズ  魔宮の伝説』から「END CREDIT」／インストゥルメンタル
18. 『グリース』から「YOU’RE THE ONE THAT I WANT」／鈴木瑛美子　中川晃教
19. 『リアリティ・バイツ』から「STAY （I MISSED YOU）」／平原綾香
20. 『ディア・エヴァン・ハンセン』から「YOU WILL BE FOUND」／森崎ウィン　村松崇継（ピアノ）

### 第7回
2025年1月1日19:30 - 20:59にBSプレミアム4K、1月3日にNHK BSで放送される。
- 出演 - 井上芳雄、GLIM SPANKY、サラ・オレイン、島津亜矢、鈴木瑛美子、中川晃教、遥海、平野綾、森崎ウィン、LOVE PSYCHEDELICO
- 指揮 - 藤野浩一
- 演奏 - 新日本フィルハーモニー交響楽団
- ドラム - 則竹裕之
- ベース - 箭島裕治
- ギター - YUMA HARA
- ピアノ - 大嵜慶子
- シンセサイザー - 大迫杏子、田中詞崇
- コーラス - 高尾直樹、鈴木佐江子、田中雪子、DAISUKE、マスムラエミコ（12）
- トランペット - ルイス・バジェ（02、05、10、11、12）
- トロンボーン - 中川英二郎（02、05）、村田陽一（10、11、12）
- サックス - 近藤淳也（02、10、11、12、19）
- ドラム - 伊藤大地（07、09)
- ベース - 高桑圭（07、09)
- ギター - 深沼元昭（07、09)
- キーボード・オルガン - 高野勲（07、09)
- バイオリン - 美央（07、09)
- 英語歌唱指導 - 飯嶋ももこ
- ※（）はセットリストの番号に対応。

1. 『プロジェクトA』から「東方的威風」／インストゥルメンタル
2. 『キャッチ・ミー・イフ・ユー・キャン』から「COME FLY WITH ME」／井上芳雄
3. 『スパイダーマン』から「HERO」／森崎ウィン
4. 『キャッツ』から「MEMORY」／サラ・オレイン
5. 『サタデー・ナイト・フィーバー』から「STAYIN’ ALIVE」／中川晃教
6. 『レ・ミゼラブル』から「ON MY OWN」／平野綾
7. 『スタンド・バイ・ミー』から「STAND BY ME」／LOVE PSYCHEDELICO
8. 『フォレスト・ガンプ 一期一会』から「I’M FORREST… FORREST GUMP」／インストゥルメンタル
9. 『フォレスト・ガンプ 一期一会』から「BLOWIN’ IN THE WIND」／LOVE PSYCHEDELICO
10. 『ブルース・ブラザース』から「PETER GUNN THEME」／インストゥルメンタル
11. 『ブルース・ブラザース』から「I CAN’T TURN YOU LOOSE」／インストゥルメンタル
12. 『ブルース・ブラザース』から「THINK」／島津亜矢
13. 『アナと雪の女王２』から「INTO THE UNKNOWN」／鈴木瑛美子
14. 『ライオン・キング』から「CIRCLE OF LIFE」／遥海
15. 『ライオン・キング：ムファサ』から「I ALWAYS WANTED A BROTHER」／遥海　鈴木瑛美子
16. 『塔の上のラプンツェル』から「WHEN WILL MY LIFE BEGIN?」／平野綾
17. 『エリン・ブロコビッチ』から「EVERYDAY IS A WINDING ROAD」／GLIM SPANKY
18. 『カリートの道』から「YOU ARE SO BEAUTIFUL」／中川晃教
19. 『卒業白書』から「OLD TIME ROCK AND ROLL」／森崎ウィン
20. 『風と共に去りぬ』から「TARA’S THEME」／インストゥルメンタル
21. 『シンデレラ』から「STRONG」／サラ・オレイン

## スタッフ（第2回）
- 美術 - 山口高志
- 技術 - 関根知成
- 撮影 - 竹内知生
- 照明 - 水生徹
- 映像技術 - 田中幸治
- 音声 - 高橋清孝
- 音響効果 - 森原健晃
- 編集 - 岡田倫太郎
- コーディネーター - 石橋朋子
- リサーチャー - 高木啓江
- 取材 - 金澤知子、菊池芙美子
- ディレクター - 篠田裕基、西村綾介
- 演出 - 河野琢生
- 制作統括 - 石上滋基、佐橋陽一
- 制作 - NHKエンタープライズ
- 制作・著作 - NHK